# Lipovce
Lipovce est un village de Slovaquie situé dans la région de Prešov.

## Histoire
Première mention écrite du village en 1320.

## Démographie

### Évolution de la population
| Année:               | 1994. | 2004.   | 2014.  | 2024.   |
| -------------------- | ----- | ------- | ------ | ------- |
| Nombre de personnes: | 506   | 500     | 521    | 517     |
| Différence:          |       | -1,18 % | +4,2 % | -0,76 % |

| Année:               | 2023. | 2024.   |
| -------------------- | ----- | ------- |
| Nombre de personnes: | 511   | 517     |
| Différence:          |       | +1,17 % |